# トリートメントコーディネーター
トリートメントコーディネーター (Treatment Coordinator) とは、歯科医師と患者との間に立って処置の説明やカウンセリングを行う人を指す。欧米では歯科領域において、確立された名称である。日本国内にトリートメントコーディネーターという国家資格が存在する訳ではない。

## 役割
主に米国では歯科医師から提案された治療についての「患者への説明」「その他の治療についての相談」「金銭面を含む患者の質問に対しての回答」を行う。高いコミュニケーション能力を求められ、写真や動画を用いてプレゼンテーションを行い、患者の支払いに関する経済的な相談にも乗る。

## 日本におけるトリートメントコーディネーター
最近では歯科治療の複雑化に伴い、トリートメントコーディネーターという役割を置く歯科医院も日本では増えてきている。日本国内において、トリートメントコーディネーターを名乗るためには特定の資格が必要なわけではない。トリートメントコーディネーターの育成機関として、資格認定を行う機関も出てきている。（日本歯科TC協会、カリスマTC養成スクール（TCマスターカレッジ））